# その町を消せ!
『その町を消せ!』（そのまちをけせ）は、光瀬龍の小説を基にしたNHK『少年ドラマシリーズ』のテレビドラマ。1978年1月30日から2月23日まで、月曜日から木曜日の18:20から18:40放送、全16話。

## 概要
光瀬龍の小説『その花を見るな!』と『消えた町』の2作品を基に制作された。登場人物の名前は『その花を見るな！』を機軸としている。
本作のマスターテープはNHKに現存していない。放送当時、家庭用ビデオで録画された映像を元にDVDが発売されているが、第2話は音声のみの収録となっている。

## ストーリー
中学生の井上鉄（いのうえ てつ）は、肉屋へのお使いとレコード針を買うための外出途中に同年代の少女・白戸依（しらと より）に出会った。彼女は自分の家に幽霊が出ると怯えており、半信半疑のまま依の家を訪れた鉄だったが、家の中を歩き回るうち、二人は男の幽霊に出会って衝撃を受ける。幽霊の残した「あれはどこにあるんだ?」との言葉から、二人は前日から行方不明の依の父親との関連性があると見て、父親の研究室のある倉庫に出掛ける。だが、今度はそこでやはり何かを捜す女の幽霊に出会い、ショックで気を失ってしまった依を残し、幽霊を追いかけた鉄は次元の穴からパラレルワールドに迷い込んでしまう。それは鉄たちの町そっくりであったが、公園の水飲み場が断水し、母に頼まれたお使いで精肉店に寄っても商品を売って貰えない異世界であった。不審者とみなされて秘密機関の黒崎（くろさき）に捕まりそうになった鉄を助けたのは、同じく、こちらの世界へ迷い込んでしまった赤川二郎（あかがわ じろう）であった。目を覚ました依も鉄や父親を倉庫内で捜索するうちに、次元の穴をくぐり抜けてしまい、並行世界で鉄と二郎に合流した。
鉄と依が迷い込んだパラレルワールドは資源が枯渇した世界で、エネルギーや物資が統制された独裁政治下にあり、市民は本部なる秘密機関に監視されていた。幽霊とされていたのは、その並行世界で建造された次元跳躍装置によって送り込まれた尖兵だったのだが、異世界人を完全な形で別次元に送れず、幽霊のような不明瞭な姿としてしか実体化出来ない完成度の低い代物であった。依の父・白戸博士は次元跳躍装置を研究しており、不完全な装置を完璧な物にするため、黒崎らに目を付けられた博士はパラレルワールドに拉致されてしまったのだった。
二人は捕われていた依の父親に再会することが出来た。森田千鶴子（もりた ちずこ）の一家に匿われながら同じ境遇の二郎、島田春男（しまだ はるお）とともに元の世界に戻る術を探るうち、彼らは白戸博士が隠していた次元跳躍装置を入手する。しかし、それは黒崎達が必死に探し出そうとしているものであった。黒崎ら本部による追跡の輪は徐々に狭まっていき、一度は博士の次元跳躍装置で元の町へ帰還した鉄と依は、再び並行世界に舞い戻り、白戸博士を助け出して一緒に元の町へ帰ろうと画策するが、始めに二郎が、続いて鉄と依もついに捕らえられてしまう。実は仲間と信じていた千鶴子と春男が本部の回し者だった。
そしてついに本部の恐るべき企みが明らかになる。博士の次元跳躍装置を手に入れて完璧な次元トンネルを完成させ、この街の住民を鉄たちの町にひそかに移住させて住人を入れ替え、町すべてを乗っ取る次元侵略を企んでいたのだ。囚われの身となった鉄たちは本部の陰謀を阻止し、そして、元の世界に戻ることが出来るのだろうか…。

## キャスト
- 井上鉄（中学2年生）：小山梓
- 白戸依（中学2年生）：玉川砂記子
- 赤川二郎（中学3年生）：熊谷俊哉
- 森田千鶴子（パラレルワールドの中学生）：斉藤浩子
- 森田良吉（パラレルワールドの医師　千鶴子の父）：柳生博
- 森田明子（千鶴子の母）：真屋順子
- 島田春男：栗田久文
- 大島茂子（収容所の所長）：原良子
- 白戸健一郎（博士　依の父親）：内田稔
- 黒崎（本部の部長）：石橋蓮司
- 赤川君江（二郎の母）：阿部寿美子
- 井上秀彦（鉄の父）：大矢兼臣
- 井上和子（鉄の母）：大方斐紗子
- 杉野京子（収容所に入れられた少女）：吉田しのぶ  　11～16話
- 倉沢：浅井一寿
- 店員：西口麻衣子
- 男：荒瀬寛樹
- 男：楠高宣

## スタッフ
- 原作：光瀬龍「その花を見るな!」、「消えた町」（共に秋元書房刊）
- 脚本：山根優一郎
- 音楽：北爪道夫
- 演奏：コンセール・レニエ
- 制作：黛叶
- 演出：吉田治夫、峯岸透
- 主題歌：「季節」 - 作詞：立原あゆむ、作曲：チト河内、歌：トランザム

## 映像ソフト
- 2001年8月24日から10月26日にかけてアミューズソフトからDVDが発売された。全3巻[2][3]。